# Thomas Brown (philosophe)
Pour les articles homonymes, voir Thomas Brown et Brown.
Thomas Brown (9 janvier 1778 - 2 avril 1820) est un philosophe écossais, né à Kirkmabreck, Kirkcudbright.

## Biographie
Un des fondateurs de l'Académie des sciences naturelles (1797), il fonde la Revue Édimbourg et fait connaître en Écosse la philosophie allemande par une étude sur Kant. En 1810, il remplace Dugald Stewart à la chaire de philosophie morale à l'Université d’Édimbourg.

## Œuvres
- Observations sur la Zoonomie de Darwin (1796)
- Essai sur la relation de cause et effet, 1814 (il y explique et corrige le scepticisme de Hume)
- Esquisses de la physiologie de l'esprit humain (1820, inachevées)
- Leçons sur la philosophie de l'esprit humain (publiés après sa mort, 1822, et qui sont devenues classiques dans la Grande-Bretagne et aux États-Unis).

On lui doit aussi des poésies éditées à titre posthume.